# Hortense au point du jour
Hortense au point du jour est un roman historique de Juliette Benzoni paru en 1985. Il compose le second volet de la trilogie Les loups de Lauzargues.